# Виник, Гари
Гари Скотт Виник (англ. Gary Scott Winick; 31 марта 1961 — 27 февраля 2011) — американский кинорежиссёр, продюсер и монтажёр. Наиболее известен по работе над фильмами «Ловелас» (2002), «Из 13 в 30» (2004) и «Война невест» (2009).

## Биография
Гари Виник родился в Нью-Йорке, США. Учился в частной школе Columbia Grammar & Preparatory School которую окончил в 1979 году со степенью бакалавра. Затем он поступил в Университет Тафтса в Бостоне который окончил в 1984 году. Учась там он решает стать режиссёром. Но до того как начать снимать фильмы он семь лет проработал в «Школа искусств» при Нью-Йоркском университете.
Как режиссёр он дебютировал в 1989 году сняв триллер «Комендантский час». Затем в 1991 году последовал второй фильм «Возникший из дождя» с Бриджит Фонда. В 1995 году за фильм «Код Тик» он получил «Хрустального медведя» на Берлинском фестивале.
В 1999 году вместе с Джонос Слоссом и IFC Production Виник создал свою компанию «Independent Digital Entertainment». После чего он стал продюсером нескольких успешных независимых фильмов, таких как «Стены Челси», «Ловелас», «Ноябрь» и других.
Также Гари Виник является режиссёром фильмов «Из 13 в 30» (2004), «Паутина Шарлотты» (2006), «Война невест» (2009) и «Письма к Джульетте» (2010).

## Смерть
27 февраля 2011 года Гари Виник скончался от пневмонии в одной из больниц в Манхэтене после долгой борьбы с раком мозга, не дожив месяц до своего пятидесятилетия.

## Фильмография

### Режиссёр
- 1991 — Возникший из дождя
- 1995 — Сладкое ничто[англ.]
- 1999 — Код Тик[англ.]
- 2000 — Любовник Сэм[англ.]
- 2002 — Ловелас[англ.]
- 2004 — Из 13 в 30
- 2006 — Паутина Шарлотты
- 2009 — Война невест
- 2010 — Письма к Джульетте

### Продюсер
- 1995 — Сладкое ничто
- 2000 — Любовник Сэм
- 2001 — Стены Челси[англ.]
- 2001 — Плёнка
- 2002 — Ловелас
- 2003 — Праздник Эйприл
- 2004 — Ноябрь
- 2004 — Земля изобилия
- 2005 — Одинокий Джим[англ.]
- 2005 — Пицца[англ.]
- 2005 — Простите, ненавистники[англ.]
- 2006 — Пуччини для начинающих[англ.]
- 2007 — Хлопья[англ.]
- 2007 — Начиная вечером

## Награды и номинации
Берлинский кинофестиваль
- 1999 — Хрустальный медведь — лучший художественный фильм
- 1999 — Гран-при немецкого фонда помощи детям за лучший художественный фильм

Независимый дух
- 2002 — Приз Джона Кассаветиса

Сандэнс
- 2002 — Лучший режиссёр драмы